# Arnaldo Forlani

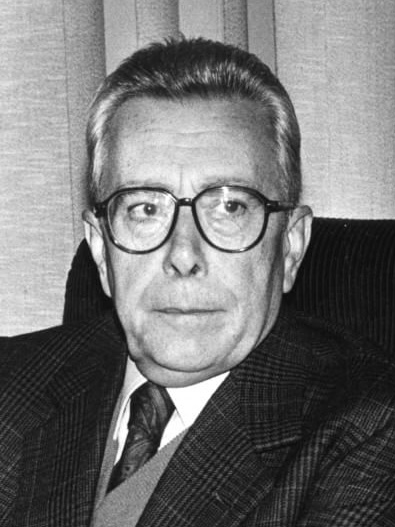
Arnaldo Forlani (1992)

Arnaldo Forlani (* 8. Dezember 1925 in Pesaro; † 6. Juli 2023 in Rom) war ein italienischer Politiker der Democrazia Cristiana (DC). Er war von 1980 bis 1981 italienischer Ministerpräsident und gehörte von 1968 bis 1987 mehreren italienischen Regierungen als Minister an.

## Politische Laufbahn
Nach einem Studium der Rechtswissenschaft an der Universität Urbino machte er eine rasche Karriere innerhalb der DC: 1948 Sekretär der DC in der Provinz Urbino, 1954 Mitglied des Vorstandes, 1962 bis 1969 zunächst stellvertretender, dann 1969 bis 1973 Sekretär der Democrazia Cristiana. Innerparteilich gehörte er der Strömung um Amintore Fanfani an.
Arnaldo Forlani, der 1958 erstmals in die Abgeordnetenkammer gewählt wurde, war mehrfach Minister:
- 1968 bis 1969 Minister für Staatsbeteiligungen im Kabinett Rumor I;
- 1969 Minister ohne Geschäftsbereich (Pflege der Beziehungen zu den Vereinten Nationen) im Kabinett Rumor II;
- 1974 bis 1976 Verteidigungsminister in den Kabinetten Moro IV und Moro V;
- 1976 bis 1979 Außenminister in den Kabinetten Andreotti III, IV und V;
- 1983 bis 1987 Minister ohne Geschäftsbereich in den Kabinetten Craxi I und Craxi II.[3]

Von Februar 1980 bis Oktober 1980 war er Präsident des Nationalrates der DC. Er gab diesen Posten aber auf und wurde für einige Monate (12. Oktober 1980 bis 26. Mai 1981) italienischer Ministerpräsident. Mit seiner Regierung musste er zurücktreten, nachdem eine durch die Affäre um die Freimaurerloge P2 ausgelöste Umbildung der Regierung am Widerstand des damaligen Generalsekretärs der Partito Socialista Italiano (PSI), Bettino Craxi, scheiterte. In der späteren Regierung von Craxi (1983 bis 1987) war Forlani jedoch stellvertretender Ministerpräsident und garantierte als Vertreter des Zentrums der DC die Stabilität dieser Koalitionsregierung.
Arnaldo Forlani war 1976 gegen Benigno Zaccagnini und 1982 gegen Ciriaco De Mita bei der Wahl zum Generalsekretär der DC unterlegen. Im dritten Anlauf gelang ihm auf dem Kongress der DC am 22. Februar 1989 die Wahl zum Generalsekretär der Democrazia Cristiana. Nach der Niederlage der DC bei den Parlamentswahlen 1992 im Zuge von Tangentopoli trat er als Parteisekretär zurück. Sein Nachfolger wurde Mino Martinazzoli.
Bei der Wahl zum Staatspräsidenten im Mai 1992 konnte Forlani sich nicht durchsetzen. Einen seiner letzten öffentlichen Auftritte hatte er im Dezember 1993, als er im Zuge der Korruptionsuntersuchungen Mani pulite von damaligen Staatsanwalt Antonio Di Pietro im Fall Cusani ins Kreuzverhör genommen wurde.
Forlani gehörte der italienischen Abgeordnetenkammer durchgehend über neun Legislaturperioden von 1958 bis 1994 an, zuletzt in den Reihen des Partito Popolare Italiano. Von 1989 bis 1993 war er außerdem Mitglied des Europäischen Parlaments.
Arnaldo Forlani war Großkreuz-Ritter des Päpstlichen Ritterordens vom Heiligen Grab zu Jerusalem und Träger des Ordens des Infanten Dom Henrique (Großkreuz).

## Tod
Am 6. Juli 2023 starb Forlani im Alter von 97 Jahren in Rom.